# Federico Edwards
Federico Roberto Edwards (Santa Fe, Provincia de Santa Fe, Argentina, 25 de enero de 1931 - Ibídem, 13 de noviembre de 2016) fue un futbolista argentino que se desempeñaba en la posición de defensor central. 
Surgido de las inferiores de Unión de Santa Fe, sólo jugó dos temporadas en aquel club. Fue transferido al Club Atlético Boca Juniors en el año 1951 y se mantuvo en esa institución durante casi toda la década del 50. Con el conjunto «xeneize» se consagró campeón del campeonato de la Primera División de Argentina de 1954. 
En 1960 continúa su carrera en Independiente de Avellaneda, en donde consigue el campeonato de primera de dicho año, aunque no llegó a disputar ningún partido.  
Continuó su carrera en el Club de Deportes Temuco chileno desde 1961 hasta 1963, año en que puso fin a su carrera deportiva. 
Falleció el 13 de noviembre de 2016 a la edad de 85 años.

## Biografía
Surgido de Unión de Santa Fe, jugaba de marcador central. Luego llegó a Boca Juniors en 1951, a instancias de Américo Tesoriere, donde ganó un título (Campeonato 1954) y donde formó una dupla temeraria con Juan Carlos Colman. 
Recio zaguero, duro, le pegaba fuerte a la pelota (ejecutaba penales y tiros libres). Fue convocado a la Selección Argentina en 1954, el año en el que salió Campeón con Boca Juniors. Es uno de los jugadores destacados de la época del '50. 
Integró el plantel argentino que fue al Mundial de Suecia 1958. En 1960 se incorporó a Independiente donde, si bien integró el plantel que ganó el Campeonato de esa temporada, sólo figuró entre los reservistas, ya que no jugó ningún partido en el primer equipo. Luego siguió su carrera en el Green Cross de Chile. Era un gran amigo de Carlos Matias Pombo Oncins.

## Clubes
| Club              | País      | Año       |
| ----------------- | --------- | --------- |
| Unión de Santa Fe | Argentina | 1949-1951 |
| Boca Juniors      | Argentina | 1951-1960 |
| Independiente     | Argentina | 1960-1961 |
| Green Cross       | Chile     | 1961-1963 |

## Palmarés

### Campeonatos nacionales
| Título           | Club          | País      | Año  |
| ---------------- | ------------- | --------- | ---- |
| Primera División | Boca Juniors  | Argentina | 1954 |
| Primera División | Independiente | Argentina | 1960 |